# André Courrèges
André Courrèges (født 9. marts 1923 i Pau, død 7. januar 2016 i Neuilly-sur-Seine) var en fransk modedesigner, pilot og civilingeniør. Han åbnede sit eget modehus i 1961 efter at have arbejdet som civilingeniør. Som modedesigner introducerede han blandt andet bukser til kvinder. Før dette var han pilot under 2. verdenskrig. 
Han led desuden af Parkinsons sygdom.